# Granodiorit

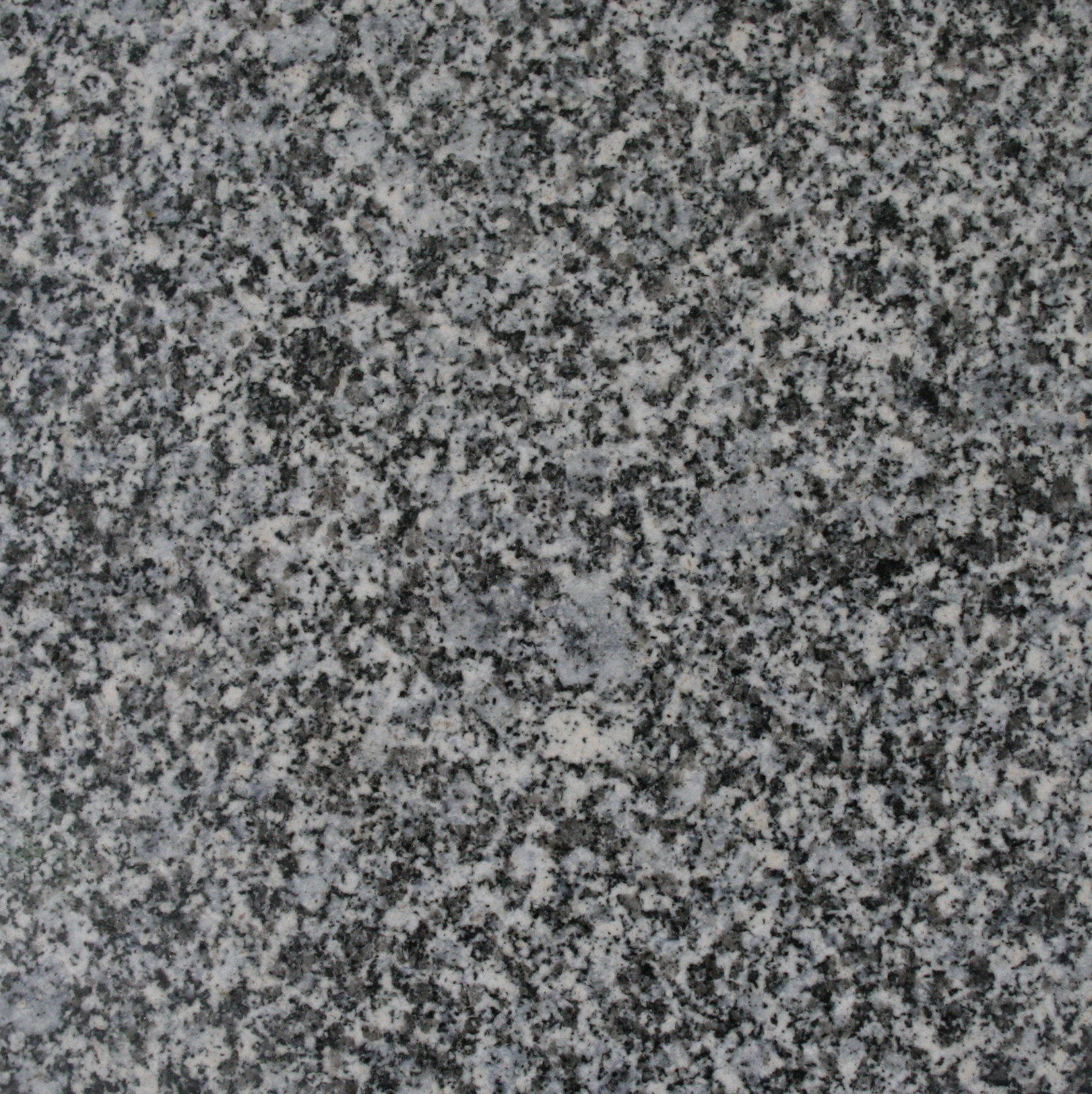
Gesägte und polierte Probe aus Hauzenberger Granodiorit (Hauzenberg, östliches Niederbayern)

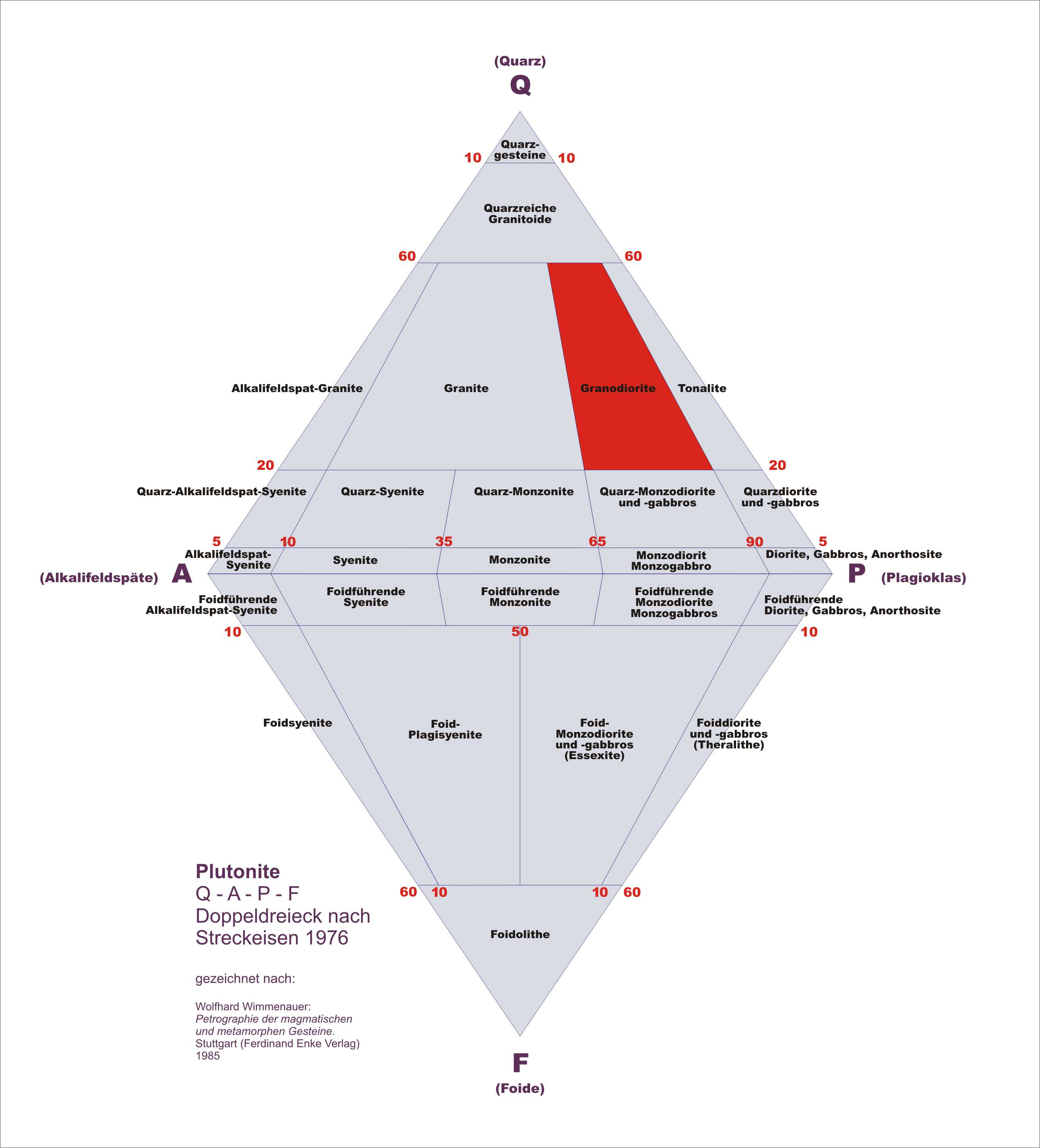
Granodiorit-Gesteine im Streckeisendiagramm

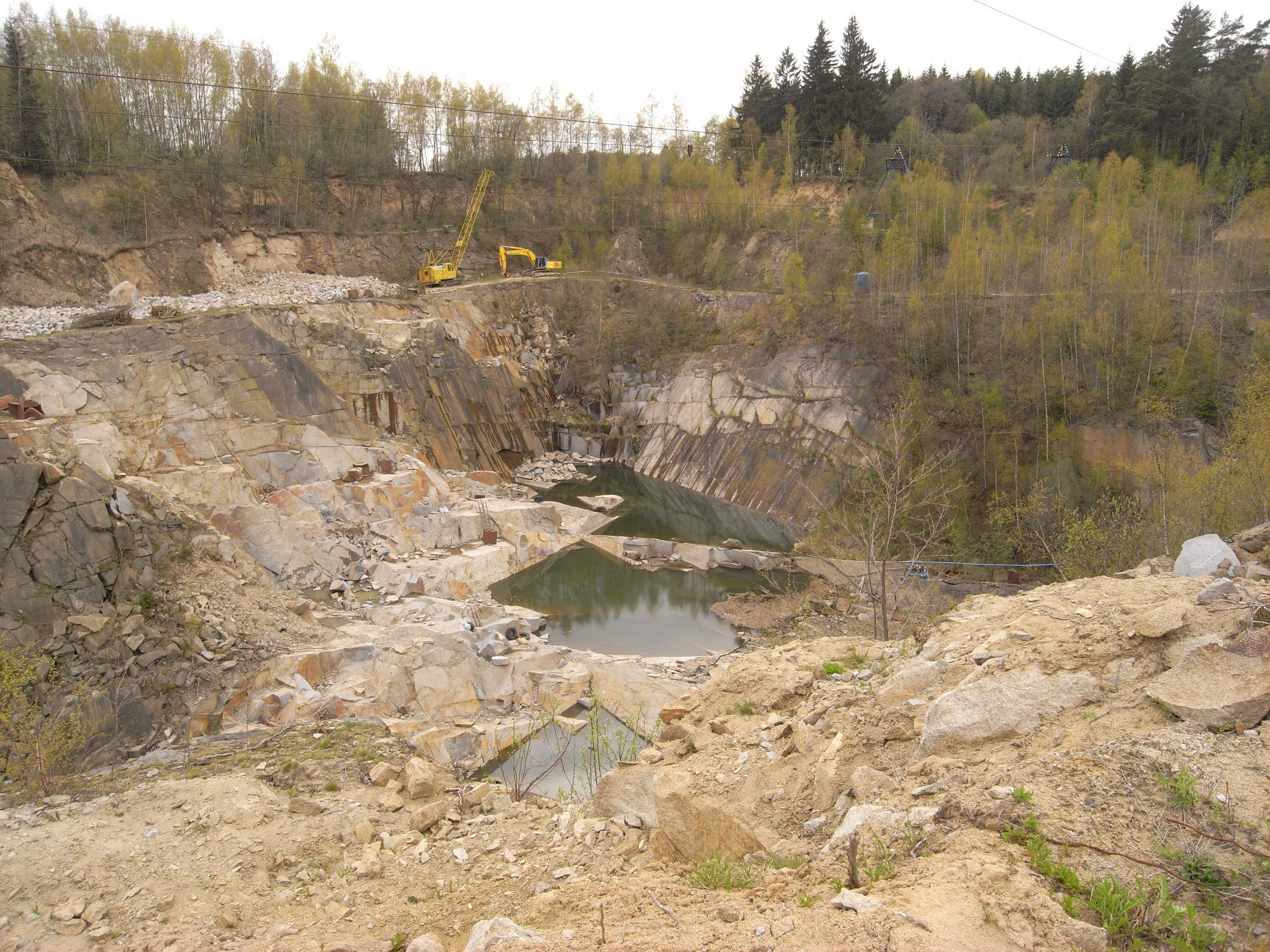
Granodiorit-Steinbruch in Tschechien

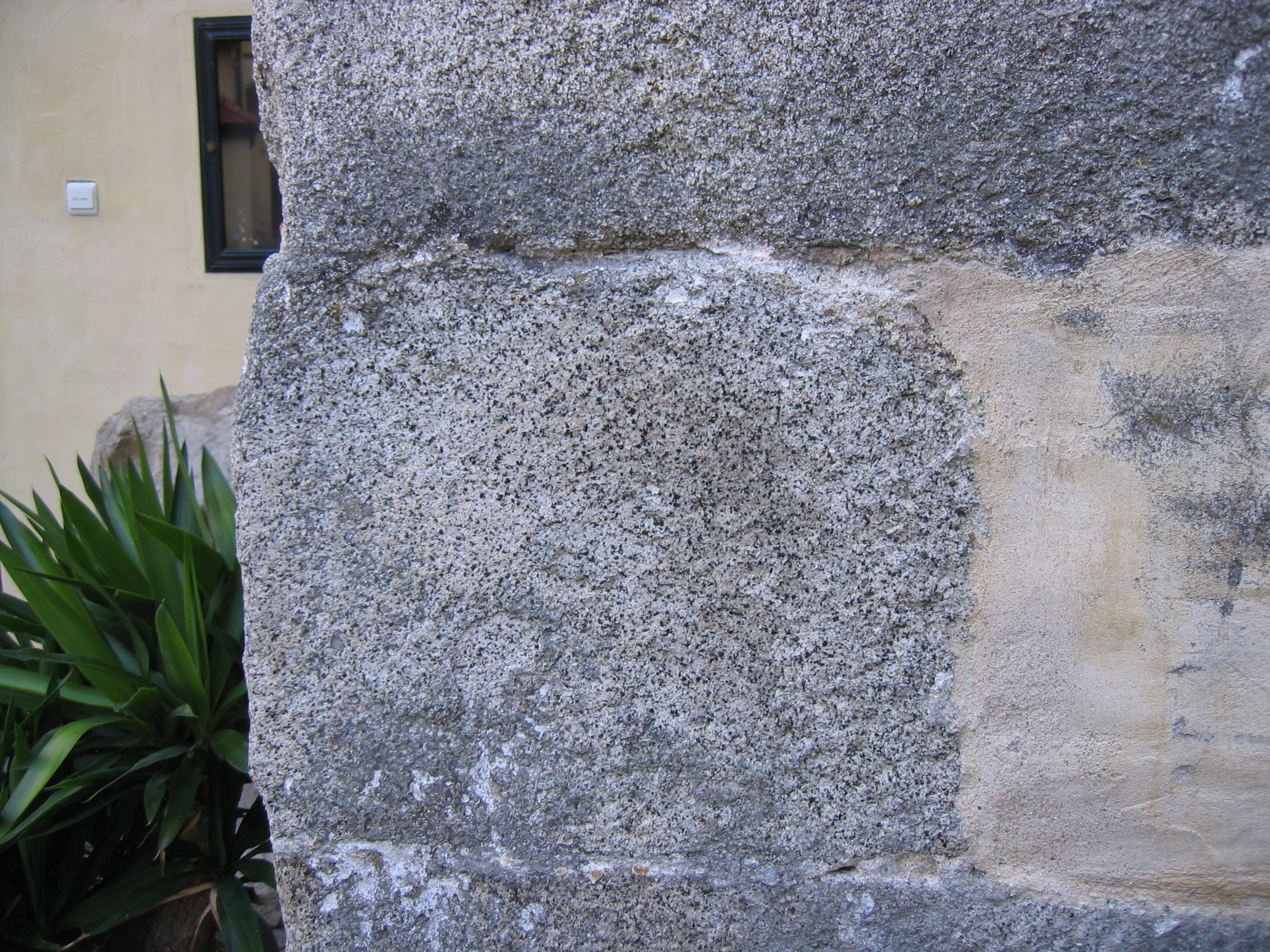
Freistädter Granodiorit als Mauerstein verbaut (Freistadt im Mühlviertel, Österreich)

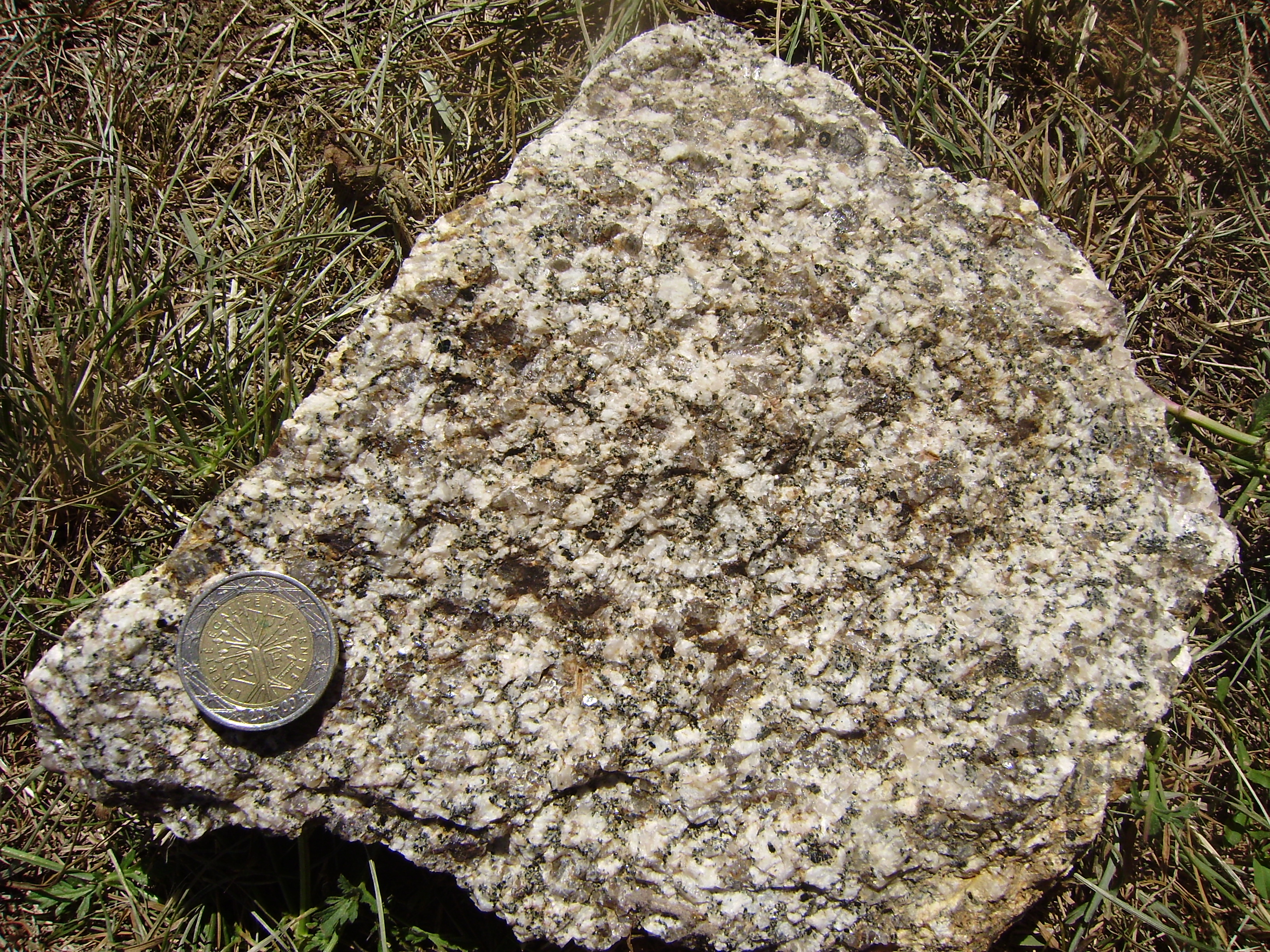
Relativ grobkörniger Piégut-Pluviers-Granodiorit (nordwestliches Zentralmassiv, Frankreich)

Granodiorit ist ein mit Granit eng verwandtes magmatisches Gestein, das mit einem Anteil von 34 % an den Plutoniten der Erdkruste weltweit verbreitet ist. Das Gestein kommt auf allen Kontinenten vor.

## Geschichte
In römischer Zeit wurde Granodiorit Marmor Claudianus genannt und in der Arabischen Wüste am Gebel Fatireh (Mons Claudianus) abgebaut. Die Bezeichnung „Granodiorit“ wurde gegen Ende des 19. Jahrhunderts zum ersten Mal von G. F. Becker auf Karten des Gold Belt in der Sierra Nevada verwendet. Die Erstbeschreibung des Gesteins stammt von Waldemar Lindgren aus dem Jahr 1894.

## Gesteinsbeschreibung
Es handelt sich um ein meist grob- bis mittelkörniges, massiges Gestein von weißgrauer bis grauer Farbe. In porphyrartig ausgebildeten Granodioriten, d. h. solche mit ungleichkörnigem Gefüge, können die Feldspäte Korngrößen von mehreren Zentimetern erreichen. Die Mineralkörner erscheinen richtungslos angeordnet, bei näherer Untersuchung lässt sich jedoch oft ein magmatisches Einregelungsgefüge bei den Feldspäten erkennen. Auch Gefüge tektonischen Ursprungs sind durchaus nicht ungewöhnlich.

## Mineralbestand und Zusammensetzung
Granite und Granodiorite sind sehr ähnlich, da beide Feldspat, Quarz und Glimmer enthalten. Anders als Granit enthält Granodiorit deutlich mehr Plagioklas als Alkalifeldspat. Der Plagioklasanteil innerhalb der Feldspäte beträgt zwischen 65 und 90 Volumenprozent. Der modale Gehalt von Quarz liegt zwischen 20 und 60 Volumenprozent. Auch der Gehalt an mafischen Mineralen ist meist höher als beim Granit, weshalb der Granodiorit oft eine etwas dunklere Farbe hat. Bei den mafischen Mineralen handelt es sich meist um Hornblende und Biotit. Mit seinen höheren Eisen- und Magnesiumgehalten bildet der Granodiorit das Mittelglied zwischen dem Granit und dem Diorit (Quarzdiorit), daher der Name des Gesteins.
Akzessorien sind meist Allanit, Apatit, Titanit und Zirkon, gelegentlich auch Epidot und Zoisit. Als opake Erzminerale fungieren Ilmenit und Magnetit.
Haben Granodiorite weniger als 5 Prozent dunkle Minerale (v. a. Biotit und Hornblende), werden sie Leukogranodiorite und bei über 25 Prozent Mela-Granodiorite genannt.

### Modaler Mineralbestand
Granodiorite besitzen folgenden modalen Mineralbestandteil (in Volumenprozent):
- Quarz: 19 bis 26 %
- Alkalifeldspat: 17 bis 21 %
- Plagioklas: 44 bis 48 %
- Anorthitgehalt: ab 30 %

- Biotit: 3 bis 10 %
- Hornblende: 0 bis 7 %
- Klinopyroxen: kann in seltenen Fällen vorhanden sein
- Akzessorien und Erzminerale können bis zu 1,5 % ausmachen.

### Chemische Zusammensetzung
Chemisch sind Granodiorite zu Daziten äquivalent, im TAS-Diagramm fallen sie daher ins Feld O 3. SiO2-reiche Granodiorite können auch ins Feld R der Rhyolithe hinüberwechseln. Die durchschnittliche kontinentale Kruste besitzt die Zusammensetzung von Granodiorit. Granodiorit gehört außerdem zur Tonalit-Trondhjemit-Granodiorit-Reihe (TTG).
Granodiorite sind an SiO2 übersättigte Gesteine und korund- oder diopsid-normativ, ihr Gehalt an diesen Mineralen entspricht also dem normativen Mineralbestand. Ihr SiO2-Gehalt schwankt normalerweise zwischen 63 und 68 Gewichtsprozent, kann aber auch wesentlich höher liegen (bis 73 Gewichtsprozent). Der Gewichtsanteil an Na2O und K2O variiert zwischen 6 und 8 Prozent. Anhand ihres K2O-Gehalts gehören sie zum Mittel-, meist jedoch schon zum Hoch-K-Typus (sie sind somit kalkalkalisch). Ihre Magnesiumzahl Mg# bewegt sich um 0,52. Ihre Aluminosität (A'/F-Verhältnis, A'= Al2O3 + Fe2O3 - Na2O - K2O - CaO; F = FeO + MnO + MgO) ist in der Regel normal, wenn auch  der Half Dome-Granodiorit z. B. hypaluminos ist  (A'/F < 0). Manche Varietäten können hyperaluminos sein (A'/F > 0,33). Das Verhältnis Aluminium zu der Summe aus den Alkalien und Calcium (Al/K+Na+Ca) liegt unter 1,1, Granodiorite gehören daher vorwiegend zum intrusiven I-Typus, aber auch hier gibt es Ausnahmen (metasedimentärer S-Typus > 1,1).
Die folgende Tabelle zeigt chemische Zusammensetzung und CIPW-Norm eines durchschnittlichen Granodiorits (Durchschnittswert aus 885 Analysen), ferner die Analysen des Half Dome-Granodiorits (SiO2-arm) und des Cathedral Peak-Granodiorits (SiO2-reich). Die Spurenelemente stammen vom Cathedral-Peak-Granodiorit und vom Deddick-Granodiorit am Mount Kosciuszko im südöstlichen Australien:
| Oxid Gew. % | Durchschnitts- Granodiorit | Half Dome | Cathedral Peak | CIPW-Norm Prozent | Durchschnitts- Granodiorit | Half Dome | Cathedral Peak | Spurenelemente ppm | Cathedral Peak | Deddick |
| ----------- | -------------------------- | --------- | -------------- | ----------------- | -------------------------- | --------- | -------------- | ------------------ | -------------- | ------- |
| SiO2        | 66,91                      | 63,47     | 69,60          | Q                 | 22,36                      | 18,89     | 24,52          | Pb                 | 17,5           | 27-38   |
| TiO2        | 0,55                       | 0,72      | 0,38           | Or                | 16,11                      | 19,14     | 21,67          | Ni                 | 3,0            | 17-23   |
| Al2O3       | 15,92                      | 15,81     | 15,34          | Ab                | 31,73                      | 28,28     | 36,79          | Cr                 | 3,3            | 56-58   |
| Fe2O3       | 1,40                       | 2,14      | 1,30           | An                | 17,34                      | 18,91     | 11,85          | V                  | 41,4           | 96-102  |
| FeO         | 2,76                       | 3,03      | 0,95           | C                 | 0,26                       |           |                | Zr                 | 135,9          | 168-184 |
| MnO         | 0,08                       | 0,09      | 0,06           | Hy                | 7,40                       | 6,28      | 1,63           | Y                  | 8,3            | 27-35   |
| MgO         | 1,76                       | 2,28      | 0,70           | Mt                | 2,00                       | 3,85      | 1,87           | Sr                 | 633,2          | 126-151 |
| CaO         | 3,88                       | 4,72      | 2,68           | Il                | 1,03                       | 1,37      | 0,73           | Ba                 | 748            | 528-553 |
| Na2O        | 3,80                       | 3,32      | 4,31           | Ap                | 0,42                       | 0,39      | 0,32           | Rb                 | 132,5          | 163-186 |
| K2O         | 2,76                       | 3,22      | 3,64           | Di                |                            | 2,86      | 0,57           | Nb                 | 7,8            | 13-18   |
| P2O5        | 0,18                       | 0,17      | 0,14           |                   |                            |           |                |                    |                |         |
| Mg#         | 0,52                       | 0,56      | 0,55           |                   |                            |           |                |                    |                |         |
| A'/F        | 0,06                       | −0,01     | 0,08           |                   |                            |           |                |                    |                |         |
| Al/K+Na+Ca  | 0,97                       | 0,91      | 0,96           |                   |                            |           |                |                    |                |         |

## Varietäten und Typen
Von Granodiorit sind folgende Varietäten bekannt:
- Biotit-Granodiorit
- Hornblende-Granodiorit
- Hornblende-Biotit-Granodiorit

Wie bei den Graniten kann auch bei Granodioriten zwischen I-Typus und S-Typus unterschieden werden, wobei S-Typen mehr als 1 Prozent normativen Korund aufweisen.

## Kristallisation
Die Anwesenheit von Biotit und insbesondere Hornblende indiziert einen Wassergehalt von 3 bis 5 Prozent für granodioritische Magmen. Kristallisationsexperimente bestätigen die dominante Stellung von Plagioklas während des Kristallisationsverlaufs, der zusammen mit Biotit, Hornblende, Akzessorien und Erzmineralen über eine breite Temperaturspanne auskristallisiert. Erst kurz vor Erreichen des Solidus kristallisieren auch Quarz und Alkalifeldspat, meist als Zwickelfüller zwischen den relativ großgewachsenen, meist isomorphen Plagioklasen.

## Einschlüsse

Einschlüsse im Granodiorit von Švihov

Granodiorite können gelegentlich Einschlüsse oder Enklaven von mafischen Fremdgesteinen enthalten, meist SiO2-ärmere Gesteine wie Diorit, Quarzdiorit oder Gabbro. Es finden sich manchmal auch Xenokristalle und die sogenannten enclaves surmicacées, biotitreiche Einschlüsse. Umgekehrt können auch Granodiorite in Fremdgesteinen eingeschlossen sein.

## Vorkommen
Vorkommen von Granodiorit gibt es weltweit. Wie die äquivalenten Dazite sind sie hauptsächlich an Subduktionszonen aktiver Kontinentalränder gebunden.
Größere Granodioritvorkommen finden sich folglich in der Sierra Nevada im westlichen Nordamerika und im peruvianischen Küstenbatholit.
Zahlreiche Granodiorite entstanden im Paläozoikum im Lachlan Fold Belt in Australien.
In Europa kommt er in Finnland, Frankreich (Massif Central und Pyrenäen), Italien (Adamello, Elba, Giglio, Presanella, Rieserfernergruppe, Toskana), Slowakei und Tschechien vor. In Deutschland ist er vor allem im Bayerischen Wald, Erzgebirge, Fichtelgebirge, Harz, Lausitzer Bergland (siehe Lausitzer Granit), Odenwald und Schwarzwald anzutreffen, in Österreich im Oberbergtal (Tirol) und bei Freistadt im Mühlviertel.

## Physikalische Eigenschaften
Granodiorit ist ein relativ leichtes Gestein, seine Dichte bewegt sich zwischen 2,64 und 2,70 g/cm3.

## Dünnschliffbilder

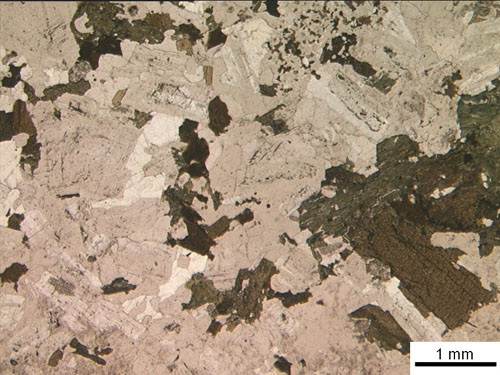
Granodiorit bei linear polarisiertem Licht
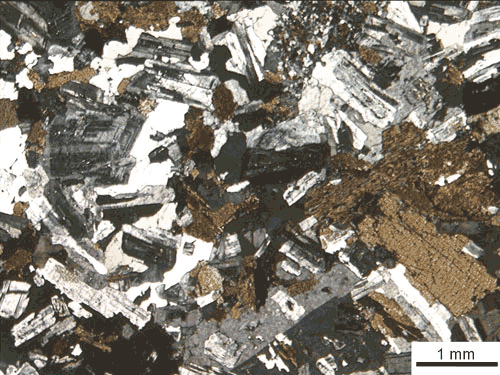
Granodiorit bei gekreuzten Polarisatoren
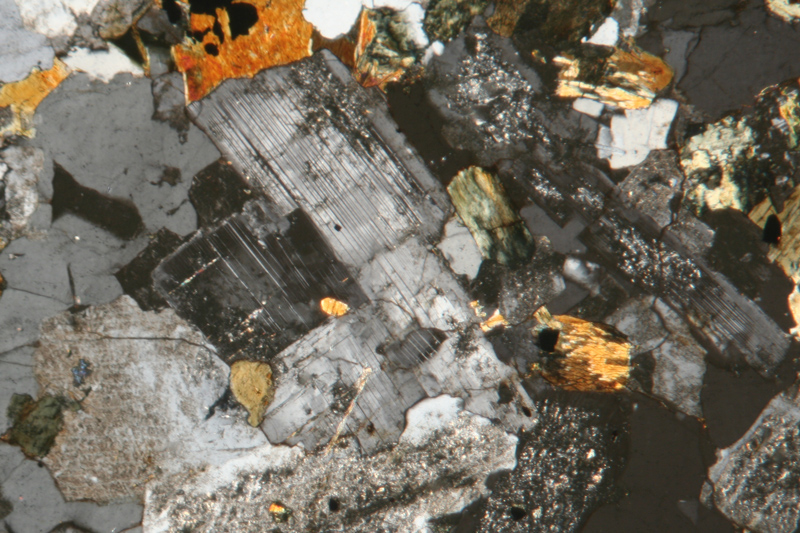
Granodiorit aus der Slowakei, gekreuzte Polarisatoren

## Verwendung

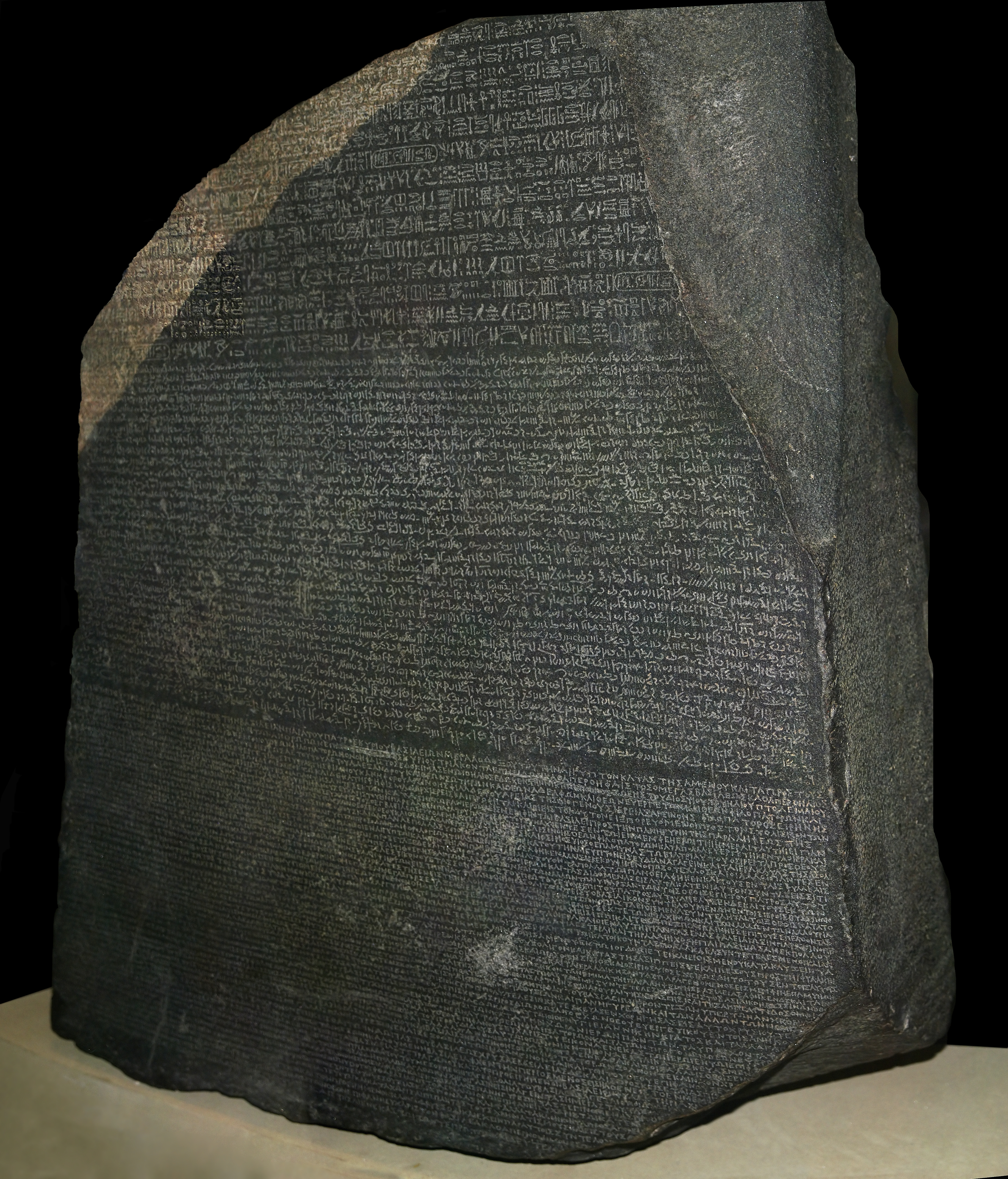
Der Stein von Rosette ist das wohl bekannteste aus Granodiorit gefertigte Kulturdenkmal

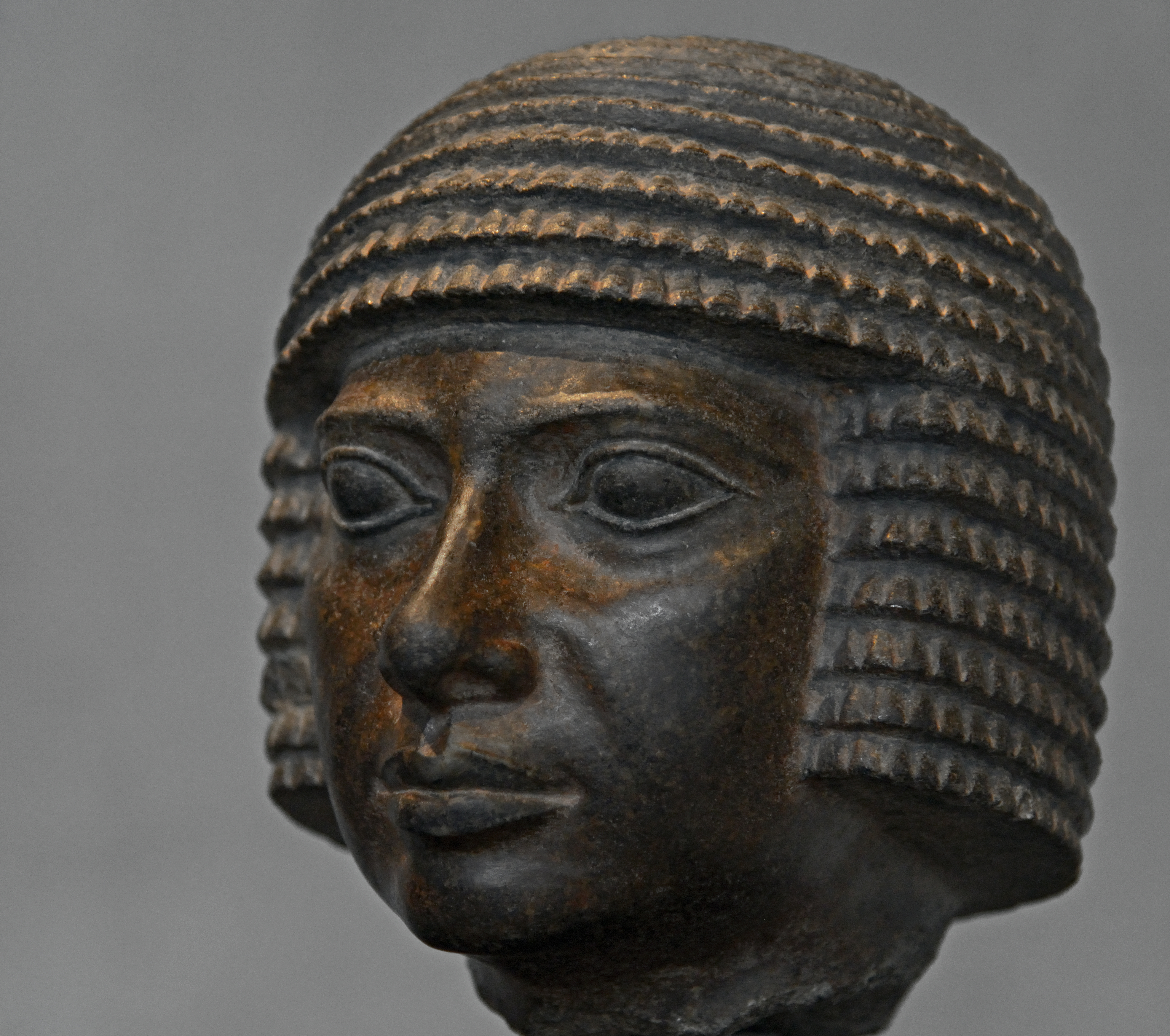
Kopf eines Mannes, gefertigt aus Granodiorit, Altes Reich, 4. Dynastie, um 2550 v. Chr., Ägyptisches Museum München

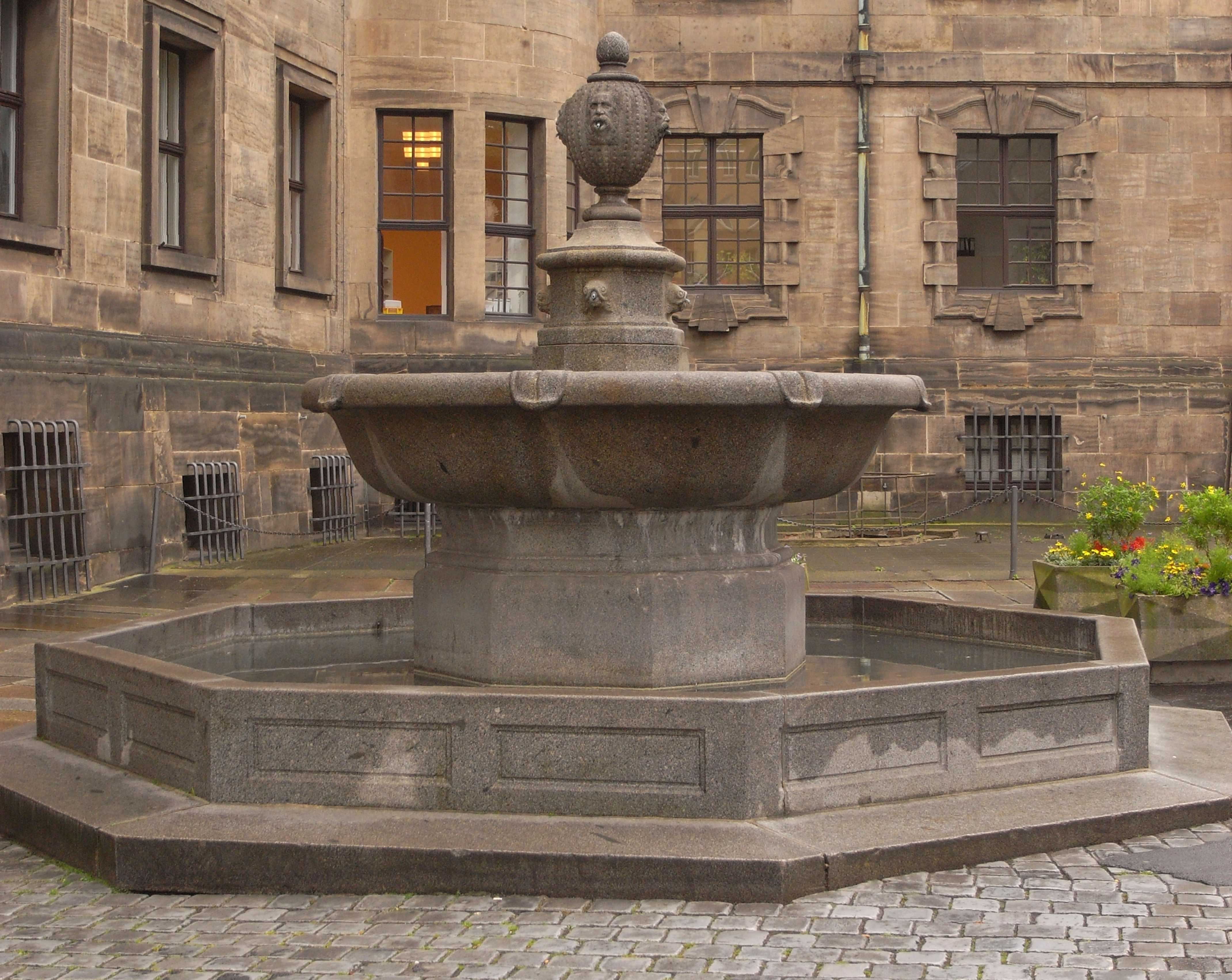
Rathausbrunnen am Neuen Rathaus Dresden aus Lausitzer Granodiorit
(Entwurf: Georg Wrba, 1911)

Granodiorite haben ähnliche technische Eigenschaften wie Granite. Sie können auf alle Arten bearbeitet und bis zur Politur gebracht werden.
Granodiorite werden seit der Antike verarbeitet. In römischer Zeit war Granodiorit ein begehrtes Rohmaterial und wurde zum Beispiel in Mons Claudianus in Ägypten abgebaut. Wegen ihrer Widerstandsfähigkeit eignen sich Granodiorite gut für Boden- und Treppenbeläge, Wandbekleidungen von Hausfassaden und als Körnung für Straßenbelag.
Umgangssprachlich wird der Begriff Granodiorit kaum verwendet, da der Unterschied zwischen Granit und Granodiorit im Allgemeinen nicht bekannt ist. Deshalb werden Granodiorite im Natursteingewerk als Granit bezeichnet und kommen so in den Handel.

## Natursteinsorten
- Lausitzer Granodiorit (Demitz-Thumitz und zahlreiche andere Orte, Sachsen) wird übrigens als Lausitzer Granit gehandelt.
- Tittlinger Granodiorit (Tittling), Bayern
- Sonderbacher Granodiorit (Sonderbach), Hessen
- Skutečská Granodiorit (bei Ctětín, Okres Chrudim,  Böhmen), wird allgemein als Skutečská Granit bezeichnet.

Steinmuster von Granodioriten
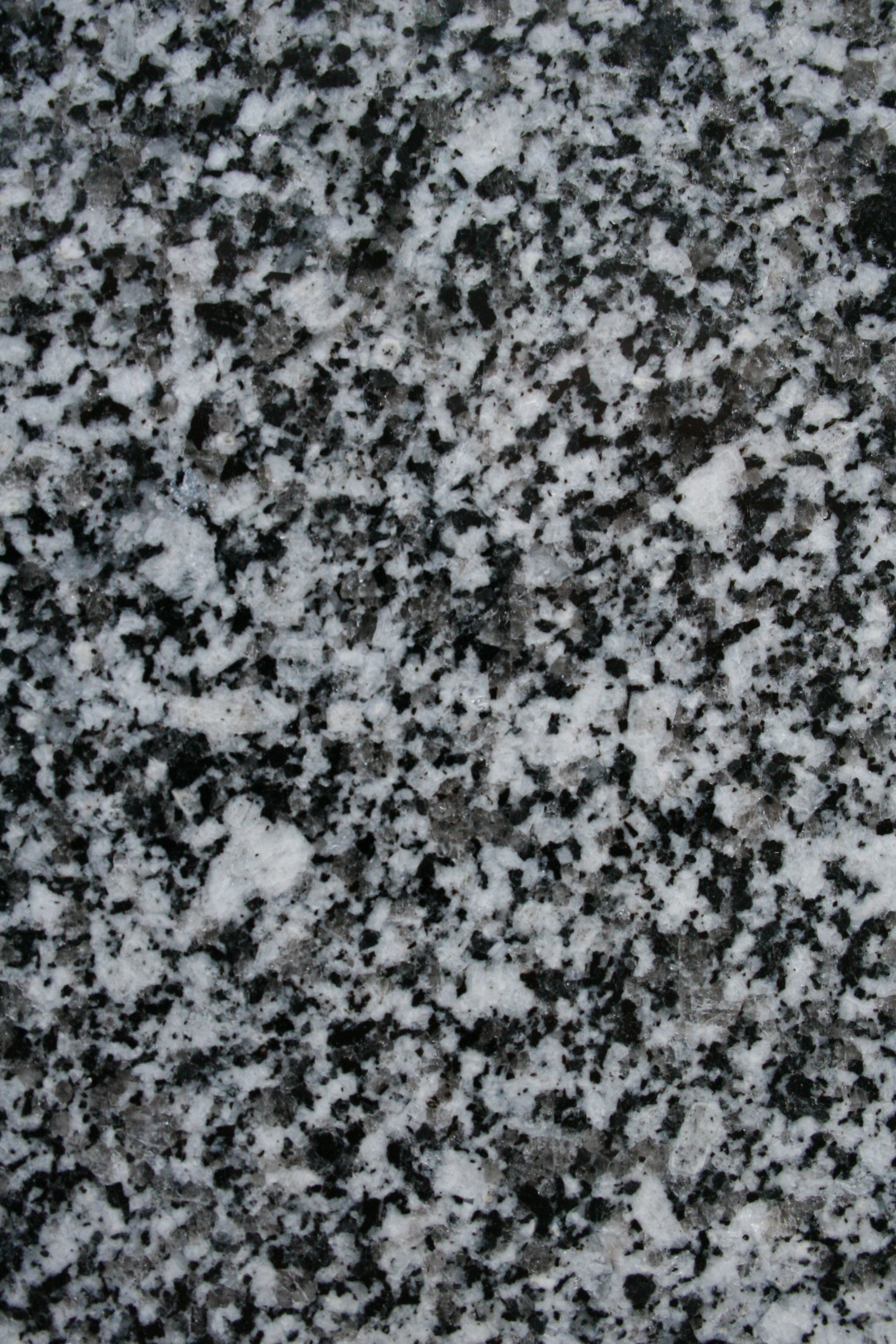
Lausitzer Granodiorit, meist Lausitzer Granit genannt
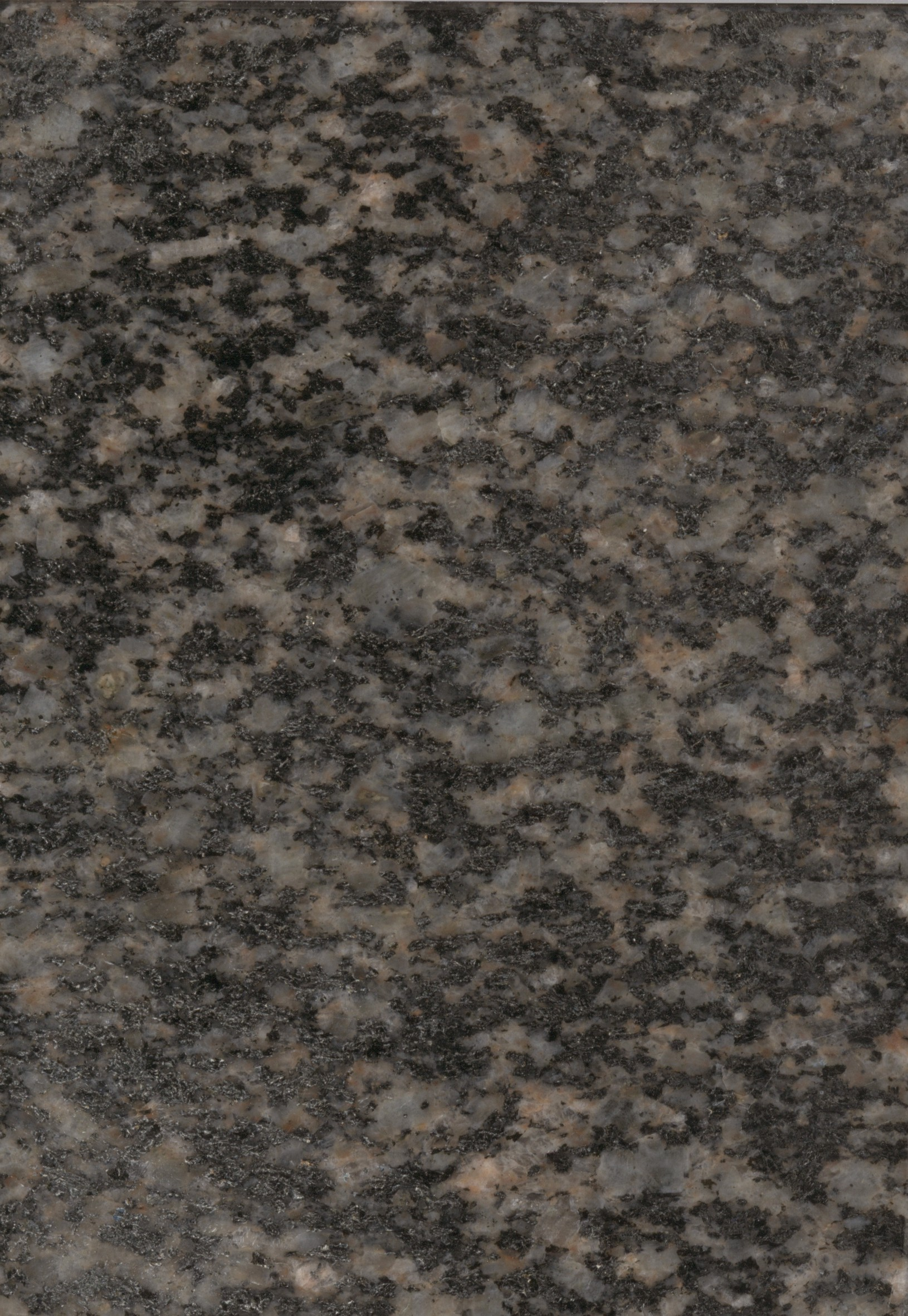
Granodiorit aus der Lagerstätte von Švihov (Tschechien)
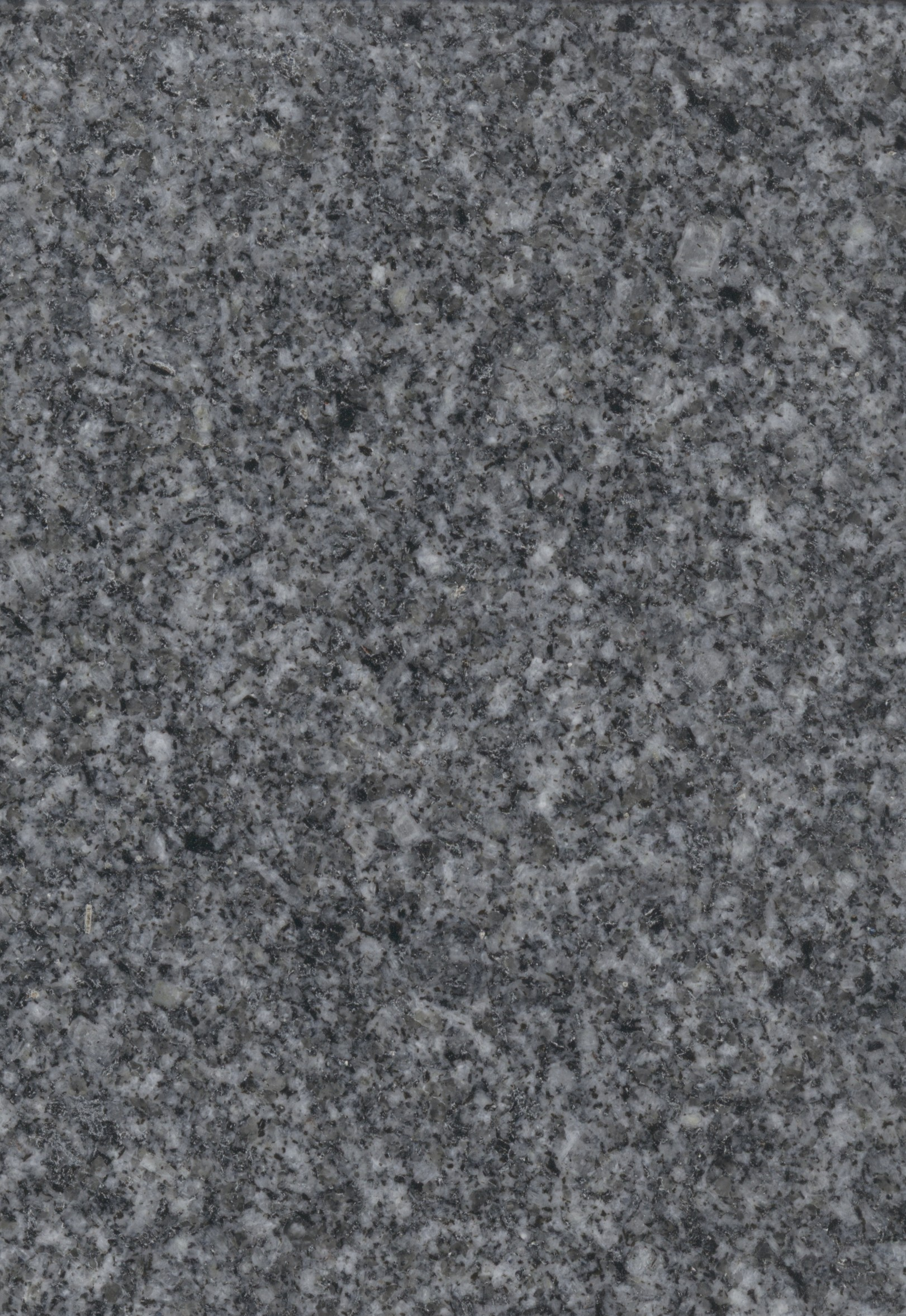
Granodiorit aus der Lagerstätte von Ctětín (Tschechien)